# تاروس ريلي
عمر ريلي (Omar Riley) و يعرف أكثر باسمه الفني تاروس ريلي (Tarrus Riley) من مواليد 26 أبريل 1979.هو مغني ريغي جمايكي_أمريكي و عضو في حركة الراستافارية.

## روابط خارجية
- تاروس ريلي على موقع ميوزك برينز (الإنجليزية)
- تاروس ريلي على موقع أول ميوزيك (الإنجليزية)
- تاروس ريلي على موقع ديسكوغز (الإنجليزية)